# Lillienstedt
Lillienstedt var en svensk grevlig ätt, av samma ursprung som ätterna Lagerflycht och Lindheim.
Ättens stamfader var Paulus Simonis Raumannus, av namnet att döma från Raumo i Finland där han var skolpräst innan han fick tjänst som kyrkoherde i Selkis. Hans hustru ska ha hetat Agneta Henriksdotter. De fick tre söner. Simon Paulinus Raumannus var professor vid Kungliga Akademien i Åbo och blev stamfader för ätten Lindheim. Carl Paulin var landshövding och adlades Lagerflycht. Deras bror Johan Paulin blev landshövding, riksråd, kansliråd och president i Wismarska tribunalet. Han adlades med namnet Lillienstedt år 1690 och introducerades enligt gamla matrikeln på nummer 1192, upphöjdes år 1713 till friherre och blev 1719 greve, samt introducerades i den egenskapen år 1720 på nummer 72 varmed den adliga och friherrliga ätten blev utgången.
Johan Paulinus Lillienstedt var först gift med friherrinnan Cronhielm, men gifte om sig med Margareta Törnflycht från Bureätten och fick bara barn i andra äktenskapet. En dotter, Christina Margareta Eleonora, gifte sig Wrangel af Sauss men fick inga barn i det äktenskapet. I ett föregående äktenskap med greve Carl Posse fick hon däremot barn. Hennes systrar gifte sig Sparfvenfelt, von Krassow och greve Spens. Hedvig Maria Fredrika, som gifte sig von Krassow, blev stammoder till tyska furstehus bland annat genom att en dotter gifte sig med Carl Julius Bernhard von Bohlen.
Deras bror Gustaf var fänrik vid livgardet men stupade i Norge. Äldste brodern Carl Lillienstedt var kanslijunkare och avled ogift 1767 och slöt då ätten på svärdssidan.